# Zeuctostyla
Zeuctostyla är ett släkte av fjärilar. Zeuctostyla ingår i familjen mätare.
Kladogram enligt Catalogue of Life:
| Zeuctostyla | \| \| Zeuctostyla rubricollis \| \| \| \| \| \| Zeuctostyla vidrierata \| \| \| \| |
|             | \| \| Zeuctostyla rubricollis \| \| \| \| \| \| Zeuctostyla vidrierata \| \| \| \| |
|             | Zeuctostyla rubricollis                                                            |
|             |                                                                                    |
|             | Zeuctostyla vidrierata                                                             |
|             |                                                                                    |